# Refugio de Vida Silvestre El Pambilar
El Refugio de Vida Silvestre El Pambilar (RVSP), es un área protegida localizada al noroccidente del Ecuador, en la provincia de Esmeraldas, y pertenece a la parroquia Santo Domingo de Ónzo- le, en el sector Río Ónzole - El Pambilar; es considerado como un punto estratégico de conservación por la flora y fauna que albergan sus ecosistemas. Además el 22 de junio de 1988 forma parte del "Patrimonio Forestal del Estado Ecuatoriano".

## Características biológicas

### Ecosistema y cobertura vegetal
El RVSP forma parte de la región biogeográfica del Chocó, se encuentra conformado por bosques húmedos tropicales.